# UFC Fight Night: McGregor vs. Siver
UFC Fight Night: McGregor vs. Siver (también conocido como UFC Fight Night 59) fue un evento de artes marciales mixtas celebrado por Ultimate Fighting Championship el 18 de enero de 2015 en el TD Garden en Boston, Massachusetts.

## Historia
El evento estuvo encabezado por un combate de peso pluma entre Conor McGregor y Dennis Siver. Se anunció que si McGregor vencía a Siver se le daría una oportunidad por el campeonato de peso pluma en su próxima pelea.
Se esperaba que Norman Parke se enfrentara a Jorge Masvidal en el evento. Sin embargo a principios de diciembre, Masvidal se retiró de la pelea citando una lesión y fue reemplazado por Gleison Tibau.
Se esperaba que Eddie Alvarez se enfrentara a Benson Henderson en el evento. Sin embargo, Alvarez fue obligado a salir de la pelea debido a una enfermedad y Donald Cerrone lo reemplazó.

## Premios extra
Cada peleador recibió un bono de $50,000.
- Pelea de la Noche: Matt van Buren vs. Sean O'Connell
- Actuación de la Noche: Conor McGregor y Lorenz Larkin